# Les Coteaux (Trinidad y Tobago)
Les Coteaux es una localidad de Trinidad y Tobago, que forma parte de la parroquia de St. David.

## Geografía
La localidad abarca parte de la isla de Tobago y limita al norte con Culloden y Golden Lane, al sur con Whim, al este con Mason Hall (localidad perteneciente a la parroquia de St. George) y al oeste con Arnos Vale y Mary's Hill.

## Demografía
Datos demográficos de la localidad de Les Coteaux:
| Gráfica de evolución demográfica de Les Coteaux entre 2000 y 2011 |
|                                                                   |